# SN 1996L
SN 1996L – supernowa typu II-L odkryta 12 marca 1996 roku w galaktyce E266-G10. W momencie odkrycia miała maksymalną jasność 18,50m.